# Gasoducto GasAndes

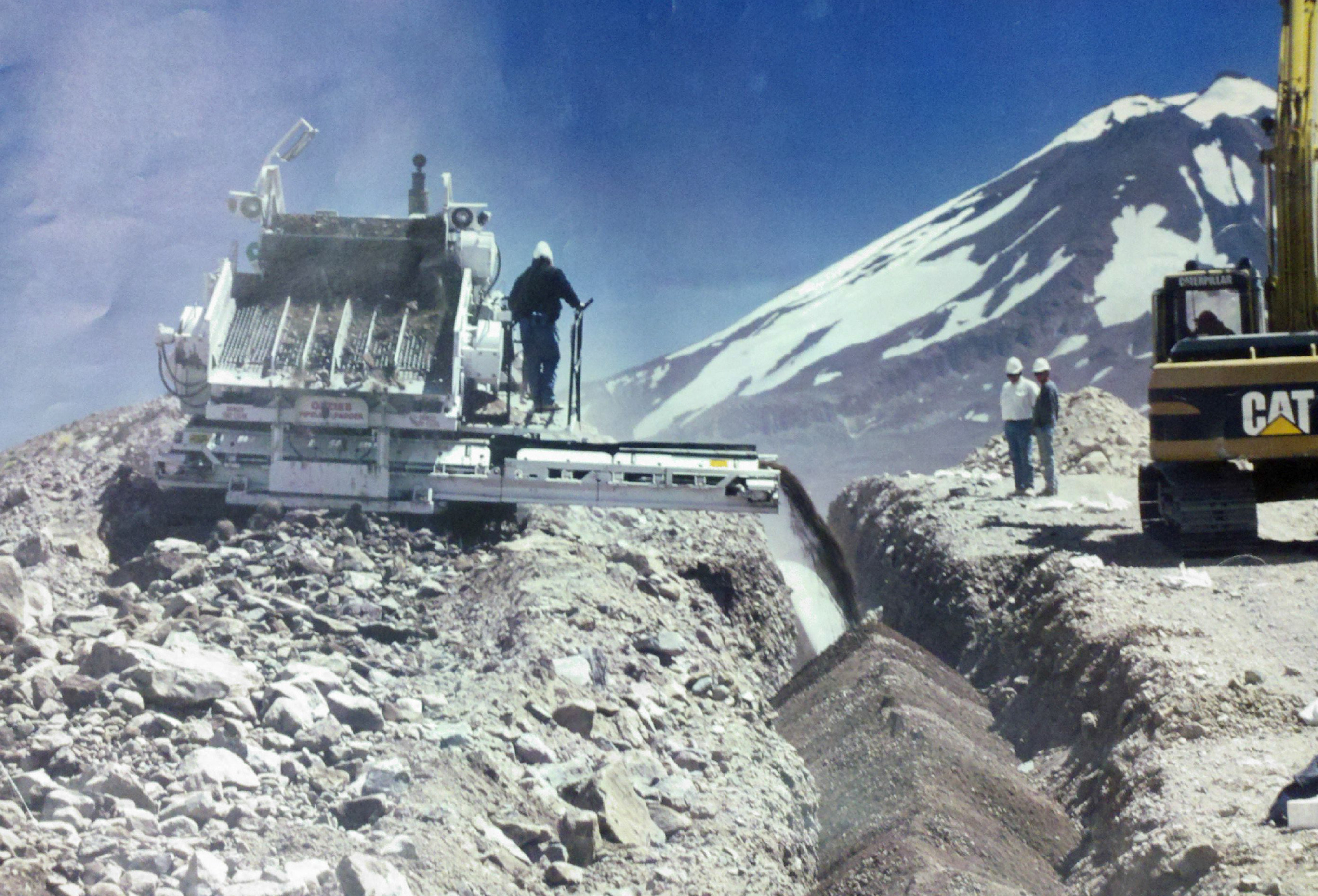
La construcción del gasoducto GasAndes. Una máquina de separación de relleno, se utiliza en el terreno rocoso para hacer el relleno de la zanja de la tubería.

El gasoducto GasAndes es un gasoducto de 463 kilómetros que transporta gas natural entre la localidad argentina de La Mora, en la provincia de Mendoza, y la comuna chilena de San Bernardo, en las afueras de Santiago, Región Metropolitana.

## Historia
En 1991, Argentina y Chile, firmaron el Protocolo de Gases de Interconexión. Para la aplicación de este protocolo, se propusieron varios proyectos en tramitación. El proyecto del gasoducto GasAndes, fue propuesto por el consorcio de NOVA Corporation de Canadá, las empresas chilenas Gasco y AES Gener, y las empresas argentinas Compañía General de Combustibles y Techint. El estudio de viabilidad de la tubería, se concluyó en 1994.
La construcción del gasoducto demandó un tiempo de construcción de alrededor de 20 meses, y estuvo a cargo de la empresa Techint.
Fue inaugurado oficialmente el 7 de agosto de 1997. Los presidentes Eduardo Frei y Carlos Menem, participaron en las dos ceremonias oficiales, una realizada en la provincia argentina de Mendoza y la otra en el centro de operaciones en San Bernardo, Chile, donde se hizo apertura de las válvulas del gasoducto.
El año 2024, GasAndes completa su primer TCF (trillion cubic feet) de gas natural transportado a través del gasoducto, equivalente a 28.000 millones de metros cúbicos. 

## Características técnicas

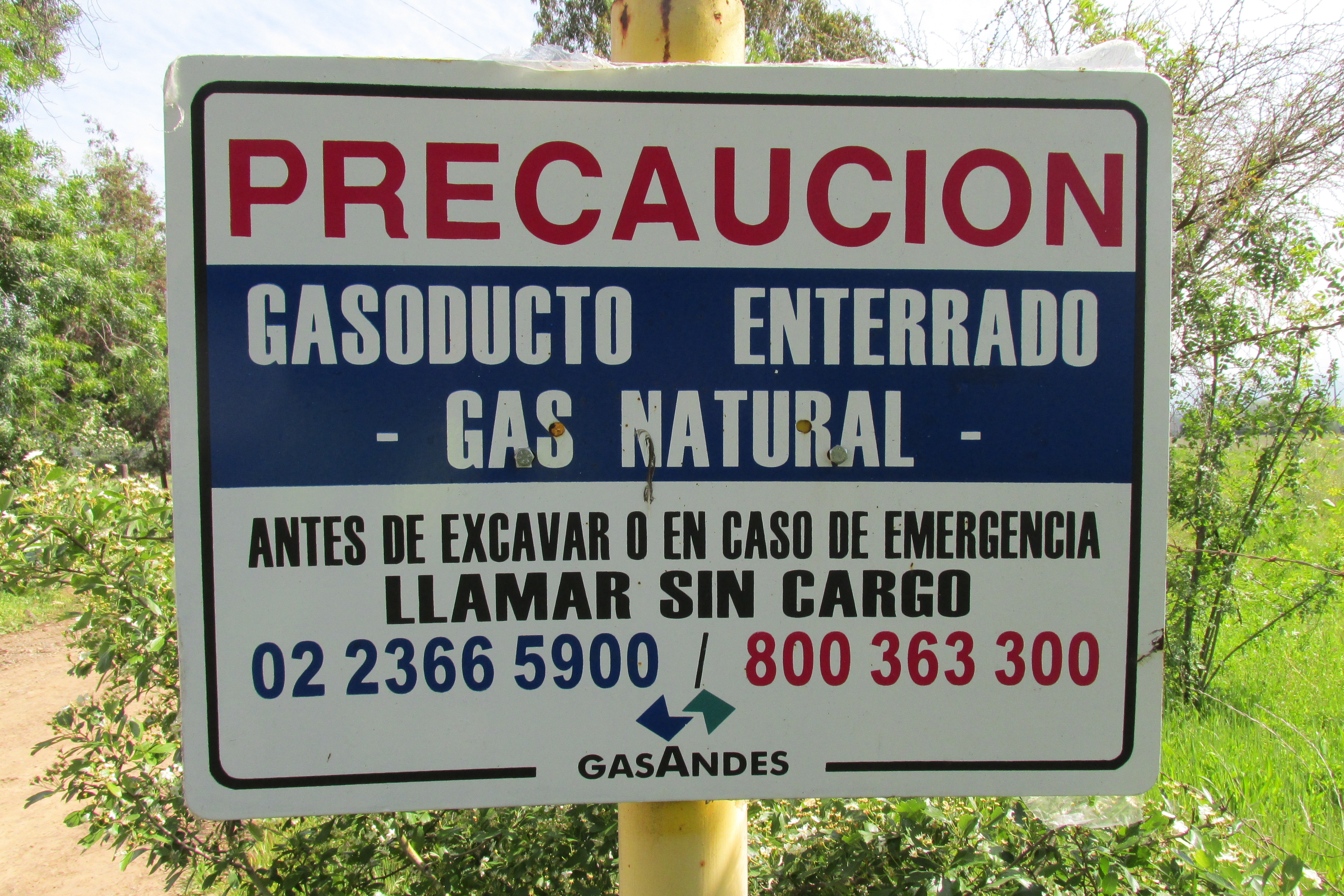
Señalética del gasoducto de GasAndes.

El diámetro de la tubería es 610 milímetros (24,0 plg) y la capacidad anual es 3.3 mil millones de metros cúbicos. Se suministra principalmente de los yacimientos de gas de Neuquén. Las inversiones totales del proyecto fueron de USD 1,46 mil millones.
Desde el año 2009 GasAndes transporta gas desde la Región de Valparaíso para Gas Valpo y Metrogas, y también surte a las centrales de Colbún (Central Candelaria) y Endesa.